# بیرگیتا اولفسن
بیرگیتا مارگارِتا اولفسُن (فنلاندی: Birgitta Margaretha Ulfsson؛ ١ ژوئیه ۱۹۲۸–۸ اکتبر ۲۰۱۷) بازیگر فنلاندی و کارگردان تئاتر بود. او بازیگری توانا و پیشگامِ شناخته شدهٔ تئاتر آوانگاردِ فنلاند بود.
او کار خود را در تئاترِ سوئد که تئاتری در هلسینکی است و تئاترهای سوئدی زبان تولید می‌کند، آغاز کرد. او هم به زبان فنلاندی و هم به زبان سوئدی نقش آفرینی می‌کرد و از آغاز دههٔ ۱۹۸۰ به‌طور منظم در سوئد نیز کار می‌کرد.
در سوئد، او با نقش Muminmamma در مجموعه‌های تلویزیونیِ دربارهٔ Mumintrolletو برای بازی در Rederiet، مشهور شد.

## زندگی شخصی
از سال ۱۹۵۲ تا ۱۹۸۴ همسر لاسسه پُیستی بازیگر مشهور فنلاندی بود و از سال ۲۰۰۷ تا زمان مرگش در سال ۲۰۱۷ همسر آیوُر ویکلاندِر بازیگر سوئدی بود. آنها در گوتنبرگ سوئد اقامت داشتند. پسرش اریک پُیستی و نوه‌اش آلما پُیستی هر دو در هلسینکی بازیگر هستند.

## برگزیدهٔ فیلمشناسی
- 1983 – A Hill on the Dark Side of the Moon
- 1986 – The Serpent's Way
- 1992 – Sunday's Children